# 옴니버스 영화
옴니버스 영화(omnibus film or anthology film)는 각자 독립되어 있는 에피소드를 한데 묶은, 단편집과 같은 스타일을 가지고 있는 영화의 한 장르이다. 이 용어는 서머셋 몸의 단편 4개를 영화로 만든 1949년 작 《사중주》에서 처음 사용했었다. 이러한 형식의 대표적인 작품으로는 페데리코 펠리니의 1959년 작 《달콤한 인생》, 롯셀리니의 1946년 작 《전쟁의 피안》이 있다.

## 같이 보기
- 액자 구조